# São Lourenço do Sul
São Lourenço do Sul este un oraș în Rio Grande do Sul (RS), Brazilia.